# Момоха-Мару
Момоха-Мару (Momoha Maru) — транспортне судно, яке під час Другої світової війни взяло участь у операціях японських збройних сил в архіпелазі Бісмарка.
Судно спорудили як SS War Island у 1918 році на верфі Craig, Taylor & Co в Стоктон-он-Тісі для The Shipping Controller. У зв'язку із завершенням Першої світової війни його 1919 року продали компанії Watkins William, яка використовувала його до 1922-го — спершу нетривалий час як SS Cosmos Volga, а потім під назвою SS Terrific. З 1922 по 1928 роки судно належало Williams Bros і мало назву SS Goldenway.
У 1928-му новим власником стала японська компанія Tatsuuma Kisen, котра перейменувала судно в Момоха-Мару.
26 листопада 1941 судно реквізували для потреб Імперської армії Японії та призначили для перевезення військ.
29 вересня 1942-го Момоха-Мару вийшло з японського порту Саєкі у складі конвою «Окі 6» — останнього у серії однойменних конвоїв, якими доправляли підкріплення японському угрупованню, котре з початку серпня вело важкі бої на острові Гуадалканал. У першій половині жовтня «Окі 6» прибув до головної передової базі в Рабаулі в архіпелазі Бісмарка, з якої провадились операції на Соломонових островах та сході Нової Гвінеї.
17 січня 1943-го судно вийшло з того ж Саєкі у складі конвою «U», котрий був одним з багатьох, проведення яких здійснювалось для постачання угруповання в Рабаулі в межах операції «Військові перевезення №8» (No. 8 Military Movement, 8-Go Enshu Yuso). 31 січня конвой «U» прибув до свого кінцевого пункту в архіпелазі Бісмарка.
У середині березні 1943-го Момоха-Мару перебувало в Рабаулі, звідки вийшло 12 березня у складі конвою до Палау (важливий транспортний хаб у західній частині Каролінського архіпелагу). 15 березня за три сотні кілометрів на північний захід від островів Адміралтейства Момоха-Мару загинуло внаслідок торпедної атаки підводного човна Trigger. Хоча Момоха-Мару затонуло лише за кілька хвилин, весь його екіпаж врятувався та перейшов на інше судно конвою Флорида-Мару. Втім, за 2,5 години останнє також було торпедоване, після чого людей з нього зняв мисливець за підводними човнами CH-23 (при цьому Флорида-Мару ще кілька діб перебувало на плаву та було відведене на буксирі до Кавієнгу).